# Allopauropus aduncus
Allopauropus aduncus är en mångfotingart som beskrevs av Ulf Scheller 1997. Allopauropus aduncus ingår i släktet småfåfotingar, och familjen fåfotingar. Inga underarter finns listade i Catalogue of Life.